# Лилия долины (фильм)
«Ли́лия доли́ны» (фр. Le Lys dans la vallée) — двухсерийный французский телевизионный художественный фильм, поставленный в 1970 году на французском телеведении, режиссёр Марсель Кревенн. Экранизация одноимённого романа Оноре де Бальзака.

## Сюжет
Двухсерийный телевизионный художественный фильм. Экранизация одноимённого романа Оноре де Бальзака. История любви молодого неопытного аристократа Феликса де Ванденеса к замужней госпоже Бланш де Морсоф, матери двоих детей — хрупкой и нежной, как лилия в живописной долине Луары в имении графини в Клошгурде, где они познакомились. Бланш несчастлива по многим причинам. Феликс и Бланш (Анриетта, как он будет называть её на протяжении многих лет) на протяжении нескольких месяцев общаются и находят взаимопонимание, перерастающее в платоническую любовь. Впоследствии Феликс уезжает в Париж по делам службы, но они с Бланш-Анриеттой продолжают общение посредством переписки. В Париже Феликс знакомится с богатой англичанкой леди Арабеллой Дедлей, которая становится его любовницей. Бланш узнаёт об этом, она понимает, что Феликс не может жить в одиночестве, но самой ей нелегко с этим смириться: от переживаний и одиночества у неё начинается депрессия. Феликсу сообщают о болезни госпожи де Морсоф, он приезжает в Клошгурд, где застаёт свою возлюбленную больной и сильно изменившейся: Бланш-Анриетте так и не удаётся поправиться и вскоре после его приезда она умирает от депрессии и истощения.

## В ролях
- Ришар Ледюк — Феликс де Ванденес
- Дельфин Сейриг — графиня Бланш (Анриетта) де Морсоф
- Жорж Маршаль — граф де Морсоф, её муж
- Александра Стюарт — леди Арабелла Дедлей
- Андре Люге — мёсье де Шёзе
- Элен Дюк — мадам де Ванденес
- Жан Боло,
- Фред Персонн, и др.

## Съёмочная группа
- Режиссёр: Марсель Кревенн
- Сценарий: Оноре де Бальзака (автор романа), Арман Лану (адаптация романа Оноре де Бальзака для телефильма)
- Композитор: Франсис Сейриг
- Оператор: Альбер Шимель
- Художники: Жан-Батист Юг, Кристиана Косте

## Издание на видео
- Во Франции выпущен на DVD.
- Фильм демонстрировался на советском телевидении в 70-80-х годах, был профессионально переведён и озвучен.
- В современности в России пока не выпущен на DVD.